# Impiegati... male!
Impiegati... male! (Office Space) è un film del 1999 scritto e diretto da Mike Judge, parzialmente basato sulla sua serie animata del 1991 Milton, creata dallo stesso Mike Judge per il Saturday Night Live.
Il film prende in giro la tipica vita da lavoratore in una compagnia di progettazione di software durante gli anni novanta, rappresentando degli individui che ne hanno abbastanza del proprio lavoro. Considerato un vero e proprio cult comico, tempo dopo l'uscita del film venne pubblicata una versione DVD con contenuti aggiuntivi.

## Trama
Peter Gibbons è un programmatore che passa il suo tempo ad aggiornare il software della compagnia per cui lavora; tra i suoi colleghi vi sono Samir Nagheenanajar, il cui cognome non viene mai pronunciato correttamente, Michael Bolton, che condivide il nome con l'omonimo cantante, e Milton Waddams, un tipo calmo e riservato che borbotta frasi con sé stesso e viene spesso pressato dalla compagnia, in genere dal manager dell'ufficio Bill Lumbergh. Questi è il tipico manager medio che passa il tempo girando con la tazza di caffè in mano, supervisionando il lavoro dei suoi impiegati e interpellandoli con frasi brevi e sempre uguali.
Peter è stressato e poco efficiente e per questo potrebbe essere tra i primi ad essere licenziato dopo che la compagnia assume due consulenti, chiamati entrambi Bob, per ottimizzare le sue risorse; tuttavia, durante una seduta di ipnotismo, cui si sottopone per volere della fidanzata, il suo terapista muore improvvisamente lasciando Peter in uno stato di semi-rilassamento. L'uomo afferma dunque che non ha più intenzione di lavorare, inseguendo il suo sogno di "fare nulla", e finalmente riesce ad ottenere un appuntamento con Joanna, una cameriera che da molto tempo desiderava incontrare. I due Bob, a colloquio con lui, rimangono colpiti dal suo candore, dalla sua sincerità e dalla sua calma e per questo Peter riceve una promozione invece di essere cacciato. Samir e Michael, invece, rischiano di essere licenziati.
Per vendicarsi della compagnia ed essere finalmente liberi, i tre amici decidono di diffondere un virus informatico nel sistema degli account per arrotondare le frazioni dei centesimi e trasferire il risultato rimanente in un conto corrente a loro intestato. A causa di un errore, tuttavia, viene presa una cifra maggiore di quella che si aspettavano e i tre sono certi che il fatto verrà scoperto e che finiranno in prigione. Dopo una crisi di coscienza, che gli costa anche Joanna, Peter decide di scrivere una lettera in cui si assume tutta la colpa e fa scivolare la busta con la missiva e il denaro sotto la porta del suo capo.
Fortunatamente per loro, Milton perde definitivamente le staffe quando viene spostato in una stanza piena di scarafaggi e decide di dare fuoco all'edificio come prometteva (sottovoce) da tempo: questo distrugge ogni prova riguardante il virus e Peter quindi trova lavoro come costruttore assieme al vicino di casa Lawrence. Samir e Michael vengono invece assunti dalla Initrode, una compagnia rivale, mentre Milton raggiunge i Caraibi.

## Produzione

### Riprese
Il film è stato girato ad Austin e a Dallas, in Texas.

## Accoglienza
Il film non riscosse un grandissimo successo al botteghino, ma sufficiente per arrivare al pareggio. Con un budget di 10 milioni di dollari infatti, la pellicola ne incassò poco meno di 13 milioni. Nonostante questo, il film diventò presto popolare, con una vendita di oltre sei milioni di copie del VHS e DVD.